# Art Market Budapest
Az Art Market Budapest Közép- és Kelet-Európa egyik legnagyobb nemzetközi kortárs képzőművészeti vására. Alapító-igazgatója Ledényi Attila műgyűjtő. A vásárt 2011 óta rendezik meg minden ősszel Budapesten.

## Az Art Market Budapest

### A vásár
A közel 6000 négyzetméteren felépült kiállítás és vásár, illetve az azt kiegészítő köztéri szoborkiállítás évente körülbelül 100 kiállító (galériák és művészeti projektek) és 500 művész számára nyújt bemutatkozási lehetőséget. Az Art Market Budapest kiállítói több mint 40 országból érkeznek.

### Art Photo Budapest
A 2014-ben a vásár fotóművészeti szekciójaként létrehozott Art Photo Budapest az Art Market Budapest helyszínén megrendezésre kerülő kísérővásár, Közép- és Kelet-Európa egyetlen fotóművészeti vására, amely egy teljes, különálló kiállítási csarnokot szentel a fotóművészetnek.
Budapest Európa gyorsan fejlődő, leendő új fotóművészeti központja, amely a világ fotóművészetét jelentősen befolyásoló huszadik századi mesterek, Brassai, André Kertész, Robert Capa és Moholy-Nagy László nyomdokain, fejlett oktatási- és intézményrendszerre, a fotóművészek és szakemberek új generációjára építi meghatározó pozícióját.

### Inside Art
A vásár szakmai kiegészítő eleme, a kerekasztal-beszélgetésekből, film- és könyvbemutatókból álló program a művészeti világ jelentős, nemzetközi és hazai szakmai személyiségeinek bevonásával mutatja be a művészeti piac aktualitásait és trendjeit.
A korábbi években a konferencia olyan művészeti és kulturális személyiségeket látott vendégül, mint például Barabási Albert-László világhírű hálózatkutató, Georgina Adam újságíró, az Art Newspaper főszerkesztője, Simon de Pury műkereskedő, Aleksandar Bogdanovic, Montenegro kulturális minisztere, Alexander Borovsky, az Orosz Múzeum kortárs gyűjteménye és a szentpétervári Ludwig Múzeum igazgatója, Lois Lammerhuber, a világ legnagyobb szabadtéri fotófesztiváljának (Festival La Gacilly - Baden Photo) igazgatója és Anne Vierstraete, az Art Brussels igazgatója.